# Blizne
Blizne [ˈblʲiznɛ] tiếng Ukraina: Близне tiếng Ukraina: Близне, Blyzne là một ngôi làng thuộc khu hành chính của Gmina Jasienica Rosielna, thuộc hạt Brzozów, Subcarpathian Voivodeship, ở phía đông nam Ba Lan. Nó nằm khoảng 3 kilômét (2 mi) phía đông Jasienica Rosielna, 7 km (4 mi) phía tây bắc Brzozów, và 32 km (20 mi) phía nam thủ đô khu vực Rzeszów. Ngôi làng có dân số 2.800 người.
Ngôi làng là địa điểm của nhà thờ All Saints, được xây dựng vào thế kỷ 15 hoặc 16. Đây là một trong sáu nhà thờ gỗ của miền Nam nhỏ Ba Lan, trên UNESCO danh sách Di sản thế giới từ năm 2003.